# 가이시 내친왕
가이시/야스코 내친왕(일본어: 愷子内親王 がいし（やすこ）ないしんのう[*], 겐초 원년 (1249년) - 고안 7년 2월 15일 (1284년 3월 3일))은 가마쿠라 시대 중기의 황족이다. 고사가 천황의 2황녀로, 어머니는 니죠노츠보네 (오오토모 치카히데의 딸)이다. 이복 형제로는 고후카쿠사 천황과 카메야마 천황이 있다. 이세 재궁이다.

## 생애
고초 2년 12월 4일 (1263년 1월 22일), 14세의 나이로 카메야마 천황의 재궁으로 복정되었다. 고초 3년 (1263년) 9월 26일, 노노미야에 들어갔다. 분에이 원년 (1264년) 9월 9일에 이세로 군행 (쵸부소시는 곤츄나곤 후지와라노 나가마사)하였다. 분에이 4년 (1267년) 준후가 되었고, 분에이 9년 (1272년) 2월 27일, 아버지 고사가 상황의 붕어로 24세의 나이로 직을 내려놓았다. 같은 해 8월 13일에 귀경하였고, 고안 7년 (1284년) 2월 15일에 36세의 나이로 사망했다.
『마스카가미(増鏡)』, 『토하즈가타리(とはずがたり)』 등에 따르면, 재궁직을 내려놓은 뒤에 귀경한 가이시 내친왕의 미모에 이복오빠 고후카쿠사인이 한눈에 빠져 관계를 맺었으며, 이후 사이온지 사네카네와 통했다고도 한다. 또한 이세로 군행을 이룬 재궁은 가이시 내친왕이 마지막이다.